# 库陶什
库陶什，是匈牙利绍莫吉州所辖的一个村。总面积36.55平方公里，总人口1503，人口密度41.1人/平方公里（2011年1月1日）。